# Grand Prix SAR La Princesse Lalla Meryem 2013
Il  Grand Prix SAR La Princesse Lalla Meryem 2013 è stato un torneo femminile di tennis giocato sulla terra rossa. È stata la 13ª edizione del torneo che fa parte della categoria International nell'ambito del WTA Tour 2013. Si è giocato a Marrakech in Marocco dal 20 al 28 aprile 2013.

## Partecipanti

### Teste di serie
| Giocatrice  | Nazionalità         | Ranking* | Testa di serie |
| ----------- | ------------------- | -------- | -------------- |
| Slovacchia  | Dominika Cibulková  | 15       | 1              |
| Romania     | Sorana Cîrstea      | 26       | 2              |
| Francia     | Alizé Cornet        | 33       | 3              |
| Estonia     | Kaia Kanepi         | 40       | 4              |
| Paesi Bassi | Kiki Bertens        | 42       | 5              |
| Italia      | Francesca Schiavone | 47       | 6              |
| Francia     | Kristina Mladenovic | 51       | 7              |
| Svizzera    | Romina Oprandi      | 52       | 8              |
| Bulgaria    | Cvetana Pironkova   | 53       | 9              |

* Ranking al 15 aprile 2013.

### Altre partecipanti
Giocatrici che hanno ricevuto una Wild card:
- Dominika Cibulková
- Fatima Zahrae El Allami
- Lina Qostal

Giocatrici passate dalle qualificazioni:

- Tímea Babos
- Karin Knapp
- Michaela Hončová
- Estrella Cabeza Candela

Lucky Loser:
- Alexandra Cadanțu
- Nina Bratčikova

## Campionesse

### Singolare
Francesca Schiavone ha sconfitto in finale  Lourdes Domínguez Lino per 6-1, 6-3.
- È il sesto titolo in carriera e il primo dell'anno.

### Doppio
Tímea Babos /  Mandy Minella hanno sconfitto in finale  Petra Martić /  Kristina Mladenovic per 6–3, 6–1.